# جيم كانتور
جيم كانتور (ولد في 16 فبراير 1964) هو عالم أرصاد أمريكي. اشتهر بظهوره عبر قناة الطقس، وتقسيمه لأحداثها المعقدة إلى مصطلحات يستطيع المشاهد العادي أن يفهمها، وصار يُستعان به لتحليل الأحداث المناخية القاسية. ساعدت زيادة المشاهدات على قناة الطقس خلال هذه الأحداث، أصبح كانتور شخصيّة معروفة.

## مهنته
تخرج من كلية ليندون ستيت في عام 1986، ومنحته قناة الطقس أول وظيفة له خارج الكلية في يوليو من ذلك العام، وعمل هناك منذ ذلك الحين، حتى أصبح واحدًا من أكثر خبراء الأرصاد الجوية شهرة على شاشات التلفزيون. اشتهر بتغطيته الميدانية المباشرة لأحداث الطقس الرئيسية مثل: (إعصار آيك، وغوستاف، وكاترينا، وإيزابيل، وريتا، وأندرو، وميتش، وإيرين، وساندي، وماثيو، وإيرما، وغيرها)، وتضمّنت أعماله المبكرة في TWC تطوير توقعات سقوط أوراق الشجر المفضلة لدى الجمهور. وقد أبلغ عن أحداث مثل إطلاق مكوك الفضاء. جيم هو عضو في كل من جمعية الطقس الوطنية، والجمعية الأمريكية للأرصاد الجوية. وفي 2002 حصل على جائزة نظير استخدامه المبتكر لتكنولوجيا الأقمار الصناعية البيئية.

## فيديوهات منتشرة
أثناء تغطية جيم لسقوط إعصاء مايكل في شاطئ بنما بولاية فلوريدا في 10 أكتوبر 2018، اضطر للهرب بسرعة من قطع الخشب أثناء الإبلاغ عن الحادث. شاهد فيديو الحادث على تويتر أكثر من 500,000 شخص بعد ساعة من وقوعه.   

## عائلته
تزوج جيم من تمره كانتور، وأنتجت لها ابنتهما كريستينا (1993) وابنهما بن (1995). كانت تمره مصابة بمرض باركنسون، وكلا الطفلين مصابان بمتلازمة الهشاشة X.

## روابط خارجية
- جيم كانتور على موقع IMDb (الإنجليزية)
- جيم كانتور على موقع قاعدة بيانات الفيلم (الإنجليزية)